# Renoir (filme)
Renoir é um filme de drama francês de 2012 dirigido e escrito por Gilles Bourdos, Jérome Tonnerre e Michel Spinosa, baseado nos últimos anos de Pierre-Auguste Renoir. Foi selecionado como represente da França à edição do Oscar 2013, organizada pela Academia de Artes e Ciências Cinematográficas.

## Elenco
- Michel Bouquet - Auguste Renoir
- Christa Theret - Andrée Heuschling
- Vincent Rottiers - Jean Renoir
- Thomas Doret - Coco
- Romane Bohringer - Gabrielle Renard
- Michèle Gleizer - Mme Renoir
- Carlo Brandt - Pratt
- Hélène Babu - Odette
- Marion Lécrivain - Véra Sergine
- Hervé Briaux - Ambroise Vollard